# أمريكيون سودانيون
الأمريكيون السودانيون هم الأمريكيون من أصل سوداني أو السودانيون الذين يحملون الجنسية الأمريكية، يشمل العدد الأطفال المولودين في الولايات المتحدة لأب أمريكي (أو من أصل آخر) وأم سودانية أو العكس.
هاجر العديد من السودانيين إلى الولايات المتحدة في التسعينيات هربًا من الحرب الأهلية في السودان، ذكر 48,763 نسمة في مسح المجتمع الأمريكي لعام 2012 أنهم سودانيون أو سودانيون أمريكيون - أو أسلافهم - هاجروا من أرضهم الأصلية إلى الولايات المتحدة في الثمانينيات والتسعينيات والعقد الأول من القرن الحادي والعشرين.

## التاريخ
ستقر العديد من السودانيين وجنوب السودان في مخيمات للاجئين في دول أفريقية أخرى مجاورة مصر وإثيوبيا وكينيا وأوغندا مع الحرب الأهلية في السودان في عام 1983. بدأ قبول طلبات لجوء هؤلاء السودانيين إلى الولايات المتحدة منذ عام 1990. لذا فالكثير منهم وصلوا إلى الولايات المتحدة بعد عام 1991، معظمهم من دولة جنوب السودان الحالية. كما استقر في الولايات المتحدة أيضًا مجتمعات من دولة السودان الحالية ولهم تركيز قوي في مدن مثل بورتلاند ولويستون بولاية مين منذ عام 1993 وأوماها بولاية نبراسكا منذ عام 1997.

## السكان
ذكر في تعداد الولايات المتحدة لعام 2000 أن أكبر التجمعات السودانية موجودة في مدن نيويورك وديترويت ودي موين (أيوا)، الإسكندرية (فيرجينيا) ولوس أنجلوس وسان دييغو. لم يميز التعداد حينها بين سكان شمال السودان وجنوبه إذا أن جنوب السودان لم يكن دولة مستقلة وقتها. كما كان لهم حضور مثل غرينزبورو ودالاس وفلينت (ميشيغان) ومنطقة واشنطن الحضرية.
تعيش العديد من المجموعات العرقية السودانية في الولايات المتحدة ومن بينها شعب المابان والفور. تضم ولاية مين أكبر عدد من سكان دارفور في الولايات المتحدة.
هاجر المنشقون السياسيون من السودان هربًا من نظام السوداني السابق، هاجر الكثير منهم في البداية إلى مخيمات اللاجئين في البلدان المجاورة بالأخص إثيوبيا، هربًا من التجنيد الإجباري أو أي أسباب أخرى، والاضطهاد الديني ضد البهائيين. 
قدر معهد سياسة الهجرة أن الولايات المتحدة بها 46,700 مهاجر سوداني في الفترة من 2015 إلى 2019، أكبر عدد منهم في الولايات التالية:
| الرتبة | المقاطعة | الولاية            | السكان |
| ------ | -------- | ------------------ | ------ |
| 1      | فيرفاكس  | فيرجينيا           | 2,500  |
| 2      | غيلفورد  | كارولاينا الشمالية | 1,300  |
| 3      | تارانت   | تكساس              | 1,100  |
| 4      | ماريكوبا | أريزونا            | 1,100  |
| 5      | دوغلاس   | نبراسكا            | 1,100  |
| 6      | دلاس     | تكساس              | 1,100  |

## المنظمات
أنشأ السودانيون الأمريكيون سواء من شمال السودان أو جنوبه العديد من المنظمات لدعم مجتمعاتهم. أسست مجموعة سودانية في روتشستر بولاية مينيسوتا منظمة "الأمل السوداني الأمريكي الجديد" (NSAH) في عام 1999 بهدف مساعدة اللاجئين السودانيين في التغلب على تحديات السكن في الولايات المتحدة مثل الحواجز اللغوية والتعليمية. تواصل المنطقة بعد عقد من الزمن تقديم المساعدة للاجئين في روتشستر إلى جانب نشر الوعي بآثار الحرب الأهلية في السودان.